# Prisoje (Bileća, BiH)
Prisoje su naseljeno mjesto u općini Bileća, Republika Srpska, Bosna i Hercegovina.

## Stanovništvo

### Popisi 1971. – 1991.
| Prisoje       |              |              |              |
| godina popisa | 1991.        | 1981.        | 1971.        |
| Muslimani     | 11 (100,0 %) | 27 (100,0 %) | 42 (100,0 %) |
| ukupno        | 11           | 27           | 42           |

### Popis 2013.
| Prisoje       |       |
| godina popisa | 2013. |
| ukupno        | 0     |

## Vanjske poveznice
- Službene mrežne stranice općine Bileća